# Elke Vanelderen
Elke Vanelderen (Sint-Truiden, 26 mei 1978) is een presentatrice en voormalig omroepster van VTM.

## Carrière
Tijdens haar jeugdjaren studeerde Vanelderen voor maatschappelijk werkster. Voor ze aan de slag ging bij TMF Vlaanderen was zij een van de acht finalisten van VT4-babe. Vanelderen werkte in het begin van haar carrière drie jaar bij de zender TMF als vj in het programma Boobietrap en als redactrice.
In het voorjaar van 2005 presenteerde ze samen met Walter Grootaers het programma Star Academy. Ook was ze lange tijd elke vrijdagavond te horen op radiozender Q-music (samen met Bart-Jan Depraetere in Het is vrijdag!).
Vanelderen presenteerde verder Tien Om Te Zien (aan de zijde van Anne De Baetzelier), Hart van Vlaanderen, Blind Date, EHBL en Campinglife.
In de zomer van 2006 was Vanelderen omroepster van het tijdelijke digitale kanaal VTMzomer.
Daarnaast was zij ook te zien in Ranking the Stars en Sterren op de Dansvloer. Ze presenteerde ook het eerste seizoen van AutoTv bij VTM.
Na haar vertrek bij VTM werd zij dj bij radiozender MNM. Ze begon er met de presentatie van onder meer de MNM Kwis, op weekdagen van 12 tot 13 uur. Tussen eind 2010 en begin 2011 had ze geen eigen programma meer, maar ze verving wel andere presentatoren. Na de vernieuwing van MNM op 28 maart 2011 presenteerde Vanelderen op zaterdag en zondag MNM Weekend van 7 tot 10 uur. Sinds het najaar van 2011 had ze er geen eigen programma meer en verdween ze van de radio.
Vanaf 19 april 2010 presenteerde Vanelderen een nieuw programma op Vitaya, Genees mij!. Hierin volgde ze het wel en wee van de patiënten in de ziekenhuizen van ZNA, de grootste ziekenhuisgroep in België.
In 2013 werd ze een van de presentatoren van regionale programma's bij Radio 2 Limburg. In 2015 werd ze daar vanwege de besparingen ontslagen. Later dat jaar sloot ze zich aan bij het Limburgs Amusementstheater, waarvoor ze tien keer optrad in Sint-Truiden in een komisch toneelstuk.
In 2016 verscheen haar boek Tegengif, dat gaat over het vermijden van schadelijke stoffen in het dagelijks leven.

## Privéleven
Vanelderen was getrouwd met Regi Penxten. Hun kerkelijk huwelijk werd op 2 juni 2012 rechtstreeks uitgezonden door JIM. Het paar trouwde eerder al in besloten kring voor de wet. Ze hebben twee dochters. Op 29 januari 2021 kondigden ze aan een punt achter hun 8-jarig huwelijk te zetten.
Huidig (anno 2023):
Ulrike D'hauwer · Liam D'hert · Dorothee Dauwe · Tom De Cock · Jana De Wilde · Vincent Fierens · Yoren Linsen · Maxine Janssens · Nils Melckenbeeck · Loore Nelen · Regi Penxten · Jolien Roets · Emma Salden · Jan Thans · Maarten Vancoillie · Matthias Vandenbulcke · Paulien Van der Jeugt · Naomi Vanderpoorten · Vincent Vangeel · Liam Van Haverbeke · Dimitri Wouters
Voormalig (2001–2023):
Dorianne Aussems (2013–2014) · Rik Boey (2010–2013, 2015–2017) · Born (2015–2017) · Herbert Bruynseels (2001–2009) · Anke Buckinx (2007–2016) · Bab Buelens (2020) · Armin van Buuren (2021–2022) · Marcia Bwarody (2013–2017) · Joren Carels (2018–2020) · Séverine Champeaux (2013–2015) · Sam De Bruyn (2015–2020) · Erwin Deckers (2001–2008) · Jolien De Greef (2015) · Anneke De Keersmaeker (2002) · Felice Dekens (2011–2022) · Frederika Del Nero (2011–2012) · Nathalie Delporte (2001–2014) · Serge De Marre (2004–2015) · Eline De Munck (2012–2014) · Bart-Jan Depraetere (2001–2019) · Dries De Vis (2019–2020) · Inge De Vogelaere (2017–2020) · Sean Dhondt (2015–2023) · Elien D'hooge (2019–2021) · Yasmina El Messaoudi (2014–2015) · Evi Geysels (2010–2018) · Elizabeth Gesels (2016) · Violette Goemans (2015–2017) · Jenno Hallaert (2012–2015) · Wine Lauwers (2011–2019) · An Lemmens (2015–2019) · Kris Mannaerts (2006–2011) · Kristin Moers (2002–2003) · Marie Monballiu (2014–2021) · Sarah Mylle (2016–2020) · Johan Notebaert (2001–2002) · Wim Oosterlinck (2006–2020) · Sven Ornelis (2001–2016) · Hans Otten (2002–2003) · Xander Peeters (2011–2013) · Astrid Philips (2011–2014) · Elke Plancke (2012–2013) · Jarne Ponet (2023) · Alexandra Potvin (2001–2009) · Jarne Rediers (2021-2023) · Kürt Rogiers (2008–2015) · Thomas Rottier (2021-2023) · Carl Schmitz (2001–2014) · Elias Smekens (2013–2018) · Kenny Smet (2006–2011) · Toon Smet (2015–2018) · Sara Steegen (2011–2012) · Kenneth Stevens (2006–2016) · Loïc Thaler (2015-2016, 2018-2022) · Shalini Van den Langenbergh (2014–2018) · Julie Van den Steen (2021) · Joke van de Velde (2013–2015) · Elke Vanelderen (2005–2006) · Arne Vanhaecke (2015–2016) · Maureen Vanherberghen (2016–2023) · Elke Van Mello (2008–2010) · Francesca Vanthielen (2001–2002) · Erika Van Tielen (2006–2008) · Heidi Van Tielen (2015–2018) · Bjorn Verhoeven (2001–2012) · Peter Verhoeven (2001–2018) · Steffi Vertriest (2013–2015) · Kristien Wollants (2018–2020)